# C'è poesia due
C'è poesia due è un album di Loretta Goggi pubblicato nel 1987 su etichetta Fonit Cetra. 

## Descrizione
Dopo la grande consacrazione di Loretta Goggi come uno dei personaggi femminili di punta della RAI negli anni ottanta, che la vedono protagonista in programmi di successo quali il Loretta Goggi in quiz, il Festival di Sanremo ed Il bello della diretta, la cantante prosegue il suo nuovo corso musicale dopo aver firmato un contratto quinquennale con la casa discografica Fonit Cetra, all'epoca di proprietà della televisione di stato, per la realizzazione di cinque album, avvalendosi di Mario Lavezzi come nuovo produttore..
In seguito al successo dell'album precedente, C'è poesia, viene studiato un secondo capitolo di quest'ultimo, un ideale seguito che ne ricalchi la formula, composto dall'alternanza di cinque cover in duetto coi rispettivi autori-interpreti dei brani, e cinque brani inediti. Gli interpreti presenti in questo lavoro sono Giorgio Conte, Michele Zarrillo, Mango, Gianni Bella e Sergio Caputo. I cinque brani inediti invece si avvalgono oltre che ad alcuni autori dell'album precedente come Mango, Alberto Salerno, Bruno Cavazzini, Francesco Massimiani, Marco Canepa, anche delle firme di Renato Pareti, Depsa che firma il brano La pelliccia, e Mogol che firma il brano Isolatamente in coppia con Gianni Bella.
Tra le tracce più significative si ricordano La notte e La rosa dell'inverno, entrambe scritte da Mango.

## Promozione e successo commerciale
Tutte le canzoni vennero presentate all'interno di Canzonissime, programma televisivo condotto dalla Goggi su Rai 1, la cui sigla era La notte. Dall'album non venne estratto alcun singolo, per dare maggiore spinta alle vendite dell'intero album.

## Edizioni
Dell'album esistono due edizioni, la prima stampata in LP e musicassetta su etichetta Fonit Cetra con numero di catalogo TLPX 180, e la seconda per la serie economica Pellicano con numero di catalogo PL 778, mantenendo lo stesso artwork. 
Nel 1989 l'album viene stampato per la prima volta su CD sempre dalla Fonit Cetra con numero di catalogo CDP 742, e nuovamente in CD nel 2008 per l'etichetta Rhino Records, in versione rimasterizzata.

## Tracce
Testi di Mogol, Alberto Salerno, Giorgio Conte, Luigi Albertelli, Depsa, Francesco Massimiani, Sergio Caputo, musiche di Marco Canepa, Gianni Bella, Armando Mango, Michele Zarrillo, Luigi Lopez, Renato Pareti, Mango.
1. La notte – 3:40 (testo: Alberto Salerno – musica: Armando Mango)
2. Fuori ci sono i lupi – 3:47 (Giorgio Conte) – Cantata in duetto con Giorgio Conte
3. Isolatamente – 4:04 (testo: Mogol – musica: Gianni Bella)
4. E intanto vivo – 4:24 (testo: Luigi Albertelli, Daniele Baima Besquet – musica: Luigi Lopez, Michele Zarrillo) – Cantata in coppia con Michele Zarrillo
5. La pelliccia – 3:33 (testo: Depsa – musica: Malbo, Ariella Pertile)
6. La rosa dell'inverno – 3:04 (testo: Alberto Salerno – musica: Mango) – Cantata in duetto con Mango
7. Crimine d'amore – 3:33 (testo: Alberto Salerno – musica: Renato Pareti)
8. Una luce – 5:39 (testo: Mogol – musica: Gianni Bella) – Cantata in duetto con Gianni Bella
9. Stile – 3:45 (testo: Francesco Massimiani – musica: Marco Canepa, B. Cavazzini)
10. L'astronave che arriva – 3:41 (Sergio Caputo) – Cantata in coppia con Sergio Caputo

## Formazione
- Loretta Goggi – voce
- Paolo Steffan – chitarra, programmazione, basso
- Gaetano Leandro – tastiera, programmazione
- Pinuccio Pirazzoli – chitarra
- Lele Melotti – batteria
- Gianni Madonini – tastiera, sintetizzatore
- Demo Morselli – tromba
- Claudio Pascoli – sax
- Amedeo Bianchi – sax
- Lele Baiardi, Lidia Mindrone, Viviana Tenzi, Roberto Barone – cori